# Doc Pomus
 (janvier 2017).
Doc Pomus, de son vrai nom Jerome Solon Felder, né le 27 juin 1925 à Brooklyn et mort le 14 mars 1991, est un chanteur et compositeur américain de blues. 
Il est surtout connu en tant qu'auteur des paroles de nombreux succès rock 'n' roll avec Mort Shuman, en particulier pour Elvis Presley.
Il meurt la même année que son ami Mort Shuman, en 1991.

## Biographie
Atteint de poliomyélite dans son enfance, il devient fan de blues en écoutant Big Joe Turner. Il se lance dans la musique à l'adolescence sous le pseudonyme de « Doc Pomus » et devient l'un des chanteurs de blues blancs les plus reconnus de son époque. Dans les années 1950, il commence à écrire des chansons pour aider financièrement sa femme. Vingt-quatre interprétations de Pomus des années 1940 et 50 sont regroupées sur le CD édité en 2006 par Rev-Ola chez Cherry Red Records et intitulé Doc Pomus Blues in the Red.
En 1957, Doc renonce à chanter pour se consacrer à l'écriture. Il collabore avec le pianiste Mort Shuman et ils écrivent ensemble pour Hill & Range Music et Rumbalero Music dans leurs bureaux du Brill Building à New-York. En général, Pomus écrit les textes et Shuman la musique, mais ils travaillent occasionnellement ensemble, et produisent de nombreuses chansons à succès, parmi lesquelles Teenager in Love, Save the Last Dance for Me, Hushabye, This Magic Moment, Turn Me Loose, Sweets for My Sweet, Can't Get Used to Losing You, Little Sister, Suspicion, Surrender, Viva Las Vegas et His Latest Flame (Marie's the Name).
Ces chansons sont enregistrées entre autres par Dion DiMucci, Andy Williams, Bobby Rydell, James Darren, Twiggy, Lorraine Ellison, Brook Benton, The McCoys, Alexis Korner, Bobby Charles, Lil Green, Gatemouth Moore, Bobby Darin, Fabian, Dusty Springfield, Ray Charles, The Byrds, Connie Francis, Brenda Lee, The Lovelites, The Crowns, LaVern Baker, Major Lance, Manfred Mann, Amen Corner, The Birds, Big Joe Turner, The Beach Boys, The Mystics, Ben E. King, Cissy Houston, The Flamingos, Ike and Tina Turner, The Coasters, The Drifters et Elvis Presley. 
Il écrit Lonely Avenue, qui devient un succès, pour Ray Charles en 1956. À la fin des années 1950 et au début des années 1960, Pomus écrit également avec Phil Spector (Youngboy Blues, Ecstasy, Here Comes The Night, What Am I To Do?), Jerry Leiber & Mike Stoller (Young Blood et She's Not You) et d'autres auteurs du Brill Building. 
Dans les années 1970 et 80, du haut de son appartement au onzième étage du Westover Hotel (au n° 253 de la 72e rue ouest), Pomus donne des ateliers d'écriture avec Dr. John, Ken Hirsch et Willy DeVille. Ses dernières chansons (There Must Be A Better World et There Is Always One More Time en particulier), enregistrées par B. B. King, Irma Thomas, et Johnny Adams, sont considérées comme parmi ses meilleures. Pomus écrit Save the Last Dance for Me bien qu'il ne puisse plus marcher, et les textes de Viva Las Vegas 30 ans avant d'avoir eu l'occasion de voyager vers l'ouest, vers Newark (New Jersey), ou Las Vegas. 
Doc Pomus est nommé au Rock and Roll Hall of Fame en 1992 dans la catégorie des « non-interprètes ».